# Патриархийный совет Сербской православной церкви
Патриарший совет (серб. Патријаршијски савјет)  — верховный распорядительный орган в вопросах внешнего материально-финансового церковного управления Сербской православной церкви. Главой совета является патриарх Сербский.
В состав Патриархийного совета входят:
- Патриарх, или его заместитель, в качестве председателя
- четыре члена Священного Синода, или их заместители,
- декан Богословского факультета СПЦ;
- два представителя от монастырей
- один ректор семинарии
- по одному представителю белого духовенства от каждой епархии,
- вице-председатели епархиальных советов
- десять представителей от мирян

Всех членов Патриархийного совета назначает Священный Архиерейский Собор. Их мандат длится 6 лет.